# Kappa2 Tauri
Título a ser usado para criar uma ligação interna é Kappa2 Tauri.
Kappa2 Tauri (67 Tauri) é uma estrela na direção da constelação de Taurus. Possui uma ascensão reta de 04h 25m 24.94s e uma declinação de +22° 12′ 00.4″. Sua magnitude aparente é igual a 5.27. Considerando sua distância de 144 anos-luz em relação à Terra, sua magnitude absoluta é igual a 2.05. Pertence à classe espectral A7V. É membro do aglomerado aberto Híades.